# آپا کالدی
آپا کالدی (به انگلیسی: Apa Caldă)، ریزابه راستی از رودخانه بلیش (Beliș) در رومانی است. این رود به بلیش در پویانا هورئا می‌ریزد. طول آن ۸ کیلومتر بوده و مساحت حوضه آبریز آن ۳۱ کیلومتر مربع است.